# William Calderón
William Calderón Salazar (Marsella, Risaralda, 14 de marzo de 1965) es un comunicador social, periodista, presentador de noticias y locutor de radio colombiano. Es panelista de La FM con el director juan Lozano

## Biografía
Hijo de una familia campesina, se mudó a Bogotá muy joven tras la quema de la casa donde vivía con sus padres y hermanos. Le tocó hacer de todo para poder subsistir. Quería ser piloto, pero se enamoró de la radio y estudió Comunicación social y periodismo en la Fundación Universitaria Los Libertadores.
Comenzó su carrera periodística en Caracol Radio en 1985, donde formó parte de la mesa de trabajo de 6AM-9AM y cubrió tragedias como el asesinato de Luis Carlos Galán, más adelante salta a la televisión como periodista del Noticiero de las Siete de Programar Televisión, después en 1995 haría parte del equipo fundador de la emisora La FM de RCN Radio y en 1996 llegó al Noticiero Colombia 12:30 y terminó hasta el 31 de diciembre de 1997, tras la llegada de la televisión privada en 1998, William entra al Canal RCN como presentador y jefe de emisión de su noticiero, allí formó parte de entre otras cosas la transmisión que RCN hizo de la llegada del nuevo milenio, el 31 de diciembre de 1999, en RCN trabajó hasta 2011, cuando pasó a Citytv, para presentar la edición central de Citynoticias y además ser el jefe de redacción del servicio informativo del canal bogotano. Allá también presentó el programa Historia Central Edición Semanal. En abril de 2015, tras el retiro de María Mercedes Ruiz del noticiero, Citytv hizo una reestructuración del informativo donde Calderón junto con Miguel Sejnaui fueron despedidos, siendo reemplazado por Johnatan Nieto. El 1 de junio de ese mismo año, William se convierte en nuevo jefe de redacción de Blu Radio, donde sale en los programas Mañanas Blu, Meridiano Blu y Voz Populi hasta su renuncia en 2017.